# Związek gmin Flein-Talheim
Związek gmin Flein-Talheim – związek gmin (niem. Gemeindeverwaltungsverband) w Niemczech, w kraju związkowym Badenia-Wirtembergia, w rejencji Stuttgart, w regionie Heilbronn-Franken, w powiecie Heilbronn. Siedziba związku znajduje się w miejscowości Flein, przewodniczącym jego jest Jürgen Schmid.
Związek zrzesza dwie gminy wiejskie:
- Flein, 6 647 mieszkańców, 8,47 km²
- Talheim, 4 820 mieszkańców, 11,62 km²